# Castell d'Alūksne
El Castell d'Alūksne (en letó:Marienburgas pils, Alūksnes pils; en alemany: Marienburg) són les ruïnes d'un antic castell pertanyent als Cavallers Teutònics situat al municipi d'Alūksne, al costat del llac del mateix nom i al nord-est de Letònia.

## Història

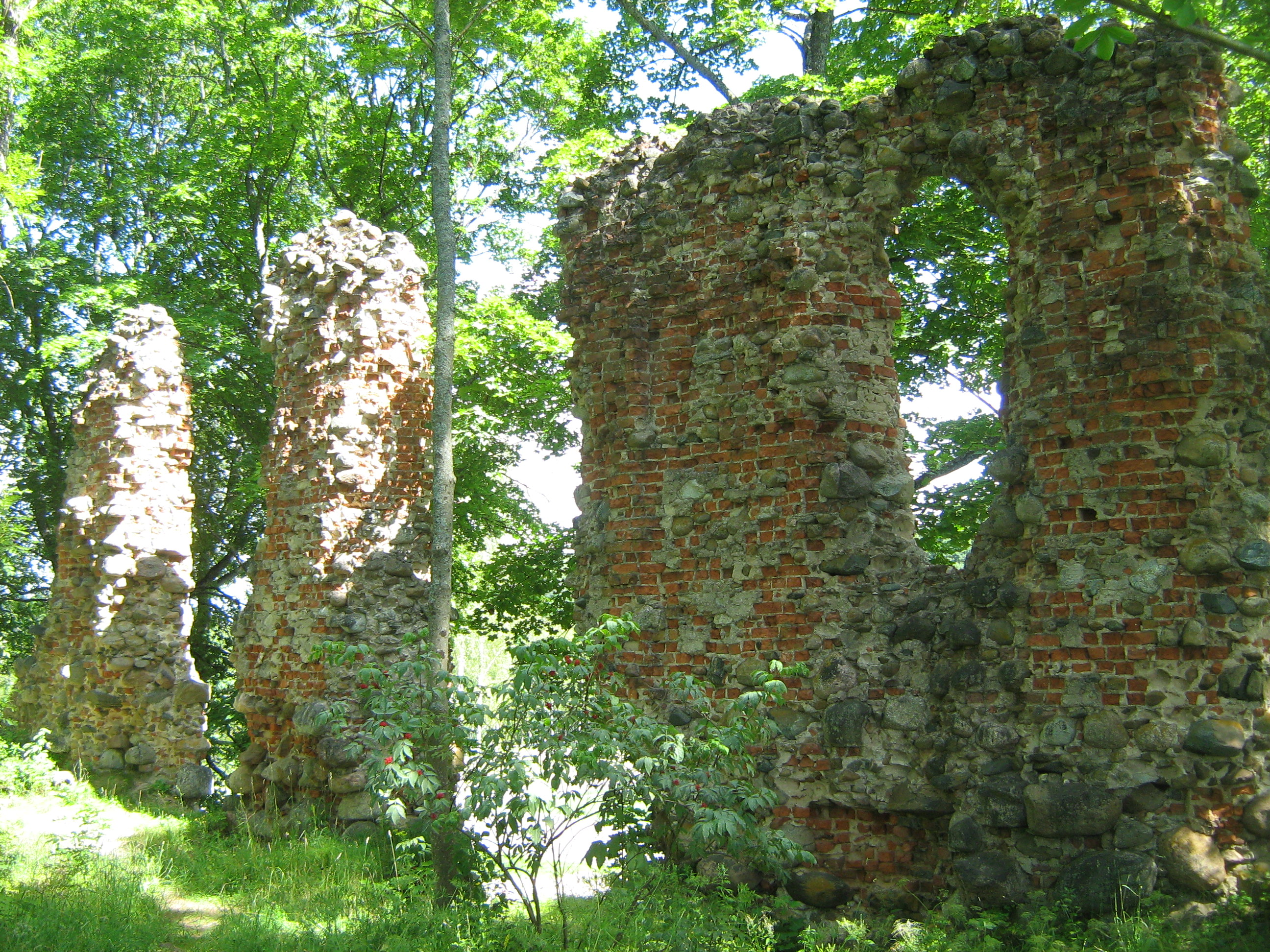
Murs interiors

El castell va ser construït el 1342 sobre l'illa major del llac d'Alūksne. Se'l va anomenar de Marienburg (en referència a Maria). Aquest primer castell, construït per Burkhard von Dreileben membre de l'Orde Teutònic, va participar en un important enfortiment de la frontera oriental de Terra Mariana, antiga Livònia. El mateix any, el castell de Vastseliina, altra fortalesa principal, es va construir a prop Vastseliina. Justament després de la construcció, el centre de comandament va ser desplaçat del castell de Gaujiena al d'Alūksne.
La resistència de la fortalesa va quedar provada en els nombrosos atacs que va patir durant el segle xvi. Va ser pres el castell per les tropes d'Ivan el Terrible el 1560, durant la guerra de Livònia. Es va sotmetre el 1582 a la Confederació de Polònia i Lituània i més tard l'any 1629 a l'Imperi suec.
Després de la retirada de l'Orde Livonià, el castell va continuar sent habitable, fins que el 1702, durant la Gran Guerra del Nord, va ser destruït per l'exèrcit suec per evitar la seva captura per part dels russos. Les ruïnes han arribat als nostres dies sense canvis i es presenten a l'aire lliure en una zona d'esbarjo.